# 효포초등학교
효포초등학교는 대한민국 충청남도 공주시에 있는 공립 초등학교이다.

## 학교 연혁
- 1946년 9월 1일 계룡국민학교 효포분교 설립
- 1949년 9월 30일 효포국민학교 인가 개교
- 1983년 2월 15일 행정구역 공주읍으로 편입(신기,소학)
- 1984년 3월 15일 효포국민학교 병설유치원 개원
- 1986년 1월 1일 행정구역 공주시로 승격(신기,소학)
- 1996년 3월 1일 효포초등학교로 명칭 변경
- 1998년 10월 28일 시지정 자연환경보전 시범학교 운영
- 2002년 11월 20일 시지정 효 선도학교 운영
- 2004년 11월 11일 시지정 소규모학교 공동교육과정 연구학교 운영
- 2005년 10월 28일 시지정 농어촌지역중심학교 연구학교 운영
- 2005년 12월 8일 전국 100대 교육과정 우수학교 선정
- 2006년 9월 1일 왕흥초등학교 본교로 통합
- 2006년 11월 22일 시지정 학력증진 연구학교 운영
- 2006년 12월 22일 전국 100대 교육과정 우수학교 2년 연속 선정
- 2007년 12월 20일 전국 100대 교육과정 우수학교 3년 연속 선정
- 2008년 3월 1일 특수학급 1학급 설치
- 2008년 8월 15일 학교증개축
- 2009년 9월 1일 자체 교육복지사업 학교 선정
- 2009년 12월 5일 도지정 교원능력개발평가선도학교 운영
- 2010년 11월 11일 도지정 특수교육 시범학교 운영
- 2014년 2월 28일 교육복지 사업 종료
- 2014년 3월 1일 학교회계 세부사업 표준화 시범학교 선정
- 2014년 11월 6일 무지개다목적관(체육관) 준공
- 2015년 2월 17일 제64회 졸업(졸업생 총 수 2,890명)
- 2015년 3월 1일  초등학교 7학급, 유치원 1학급 편성

## 참고 자료
- 효포초등학교 - 한국교육학술정보원 학교알리미